# Zenon Kowalczyk (artysta)

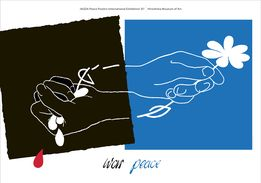
Plakat prezentowany na Międzynarodowej Wystawie Plakatu Pokojowego w Hiroszimie (1987)

Zenon Kowalczyk (ur. 6 stycznia 1960 w Myszyńcu) – polski artysta grafik projektant, związany z Galerią „Ostrołęka”, współzałożyciel Ostrołęckiego Towarzystwa Fotograficznego.

## Życiorys
Pochodzi z rodziny inteligenckiej, syn Stanisława i Zdzisławy z d. Piaseckiej. Uczęszczał do I LO im. gen. Józefa Bema w Ostrołęce (1978) oraz Ogniska Plastycznego w Ostrołęce, prowadzonego przez artystę malarza Stanisława Skolimowskiego (1978). Studiował na Akademii Sztuk Pięknych w Warszawie na Wydziale Grafiki w pracowniach Tadeusza Jodłowskiego, Leona Urbańskiego, Romana Owidzkiego i Eugeniusza Markowskiego (1983). W 1982 roku odbył w Polskiej Akademii Nauk pionierską praktykę studencką w zakresie projektowania komputerowego u dr. inż. Zenona Kulpy. W 1983 roku obronił dyplom z wyróżnieniem pod kierunkiem prof. Leszka Hołdanowicza. W 1984 roku został wyróżniony dwuletnim stypendium artystycznym Ministra Kultury i Sztuki.

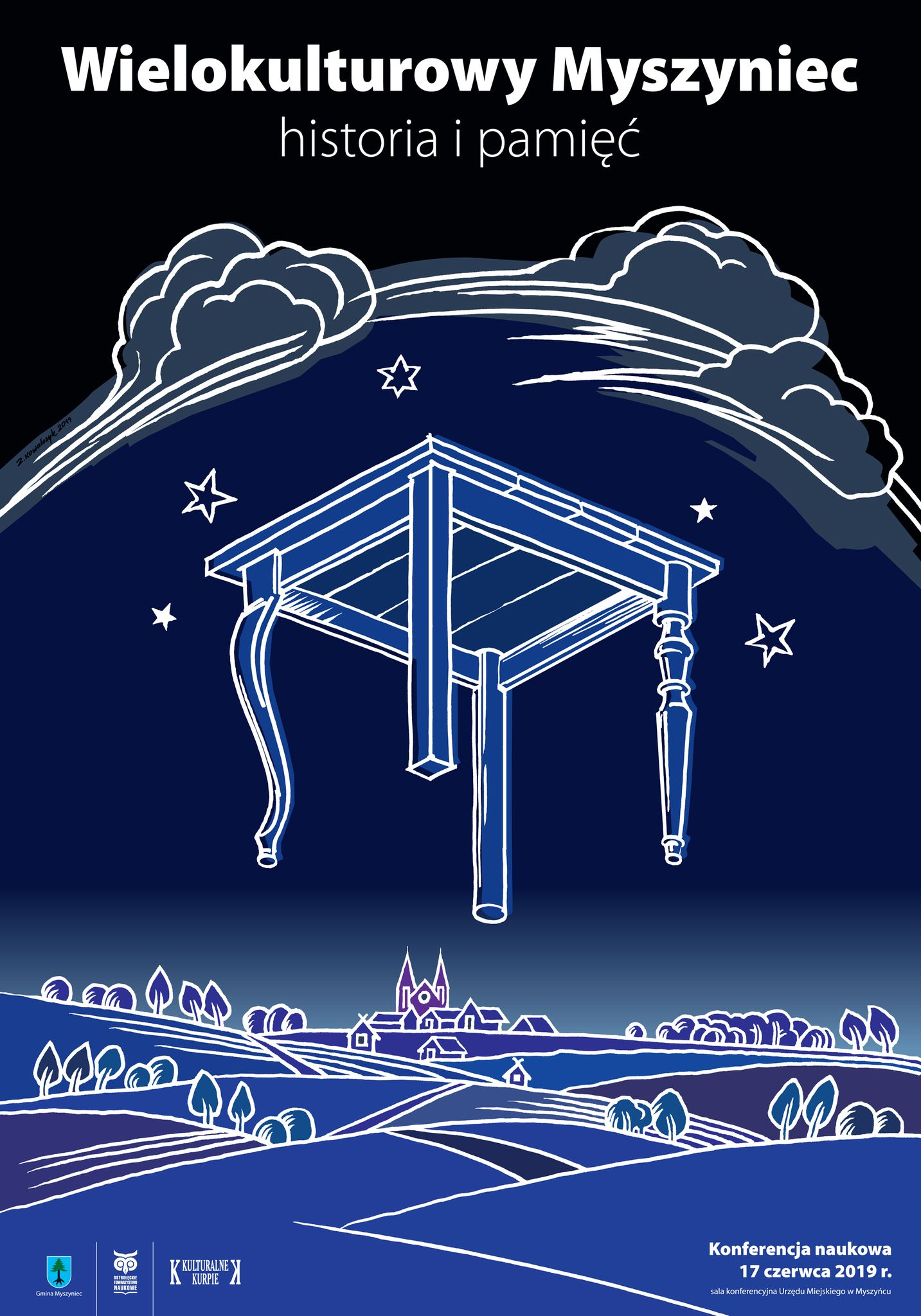
Plakat Zenona Kowalczyka na konferencję w Myszyńcu, przygotowaną przez OTN i Fundację „Kulturalne Kurpie” 17 czerwca 2019 r.

Jako student współpracował z redakcją graficzną miesięcznika „Polish Engineering” w Warszawie, wydawanego przez AGPOL. W latach 1983–1985 był kierownikiem Pracowni Plastycznej w Wojewódzkim Domu Kultury w Ostrołęce. W Wojewódzkim Ośrodku Kultury w Ostrołęce prowadził zajęcia plastyczne dla dzieci i młodzieży (1987–1988). Od 1989 roku prowadzi prywatną pracownię projektowania graficznego. Od 1989 do 2001 roku był współwłaścicielem pracowni reklamy „Art-Deco” w Ostrołęce. Współpracował z Agencją „Focus” w Ostrołęce, Agencją Reklamową „New Art” w Warszawie, Muzeum Kultury Kurpiowskiej, Towarzystwem Przyjaciół Ostrołęki, „Tygodnikiem Ostrołęckim”, „Kurierem Ostrołęckim”, a także fundacjami „Kulturalne Kurpie” i „Splot Pamięci”. Jako grafik projektant realizował zlecenia wielu firm, m.in.: Stora Enso, Zespołu Elektrowni Ostrołęka, Beton-Stal Ostrołęka, Melvit, Elektrotermex, ES Technika Okienna. Od 2008 roku prowadzi miejską galerię sztuki współczesnej – Galerię „Ostrołęka” Ostrołęckiego Centrum Kultury. Od 1 kwietnia 2023 roku jest wicedyrektorem Ostrołęckiego Centrum Kultury.
Organizował wojewódzkie przeglądy sztuki nieprofesjonalnej i warsztaty plastyczne dla instruktorów ds. plastyki z województwa ostrołęckiego, Wojewódzkie Przeglądy Sztuki Nieprofesjonalnej (1984–1985), w latach 2008–2018 Kurpiowskie Plenery Malarsko-Literackie (Towarzystwa Przyjaciół Ostrołęki), według pomysłu Stanisława Skolimowskiego, przyczyniając się do integracji środowiska ostrołęckich plastyków i literatów. Jest autorem ponad stu logotypów i znaków firmowych, w tym dla Towarzystwa Przyjaciół Ostrołęki, Ostrołęckiego Towarzystwa Naukowego, Muzeum Kultury Kurpiowskiej. Jest autorem projektów znaków graficznych, plakatów, sztandarów dla ostrołęckich szkół, druków informacyjnych i reklamowych oraz scenografii do takich imprez, jak: Miodobranie Kurpiowskie, Dni Folkloru Kurpiowskiego i Ogólnopolskich Spotkań z Piosenką Kabaretową OSPA, Festiwal Teatralny INQBATOR. W 1985 roku nawiązał kontakt z Klubem Literackim „Narew”, projektując kilkanaście okładek tomików poezji jego członków, m.in. serię wydawniczą: Dionizego Maliszewskiego Witraże, Wojciecha Woźniaka Ścieżka i beton. Felietony, Alfreda Sierzputowskiego Amorałki, Tadeusza Machnowskiego Wieżowce. Zaprojektował winiety pism literackich i kulturalnych: „Pracownia” pod red. Wojciecha Woźniaka, „Przydroża” pod red. Karola Samsela. Oprócz grafiki projektowej zajmuje się rysunkiem, malarstwem i fotografią.
W latach 1987–1998 był członkiem Stowarzyszenia Polskich Artystów Grafików Projektantów, a od roku 1999 należy do Związku Polskich Artystów Plastyków. Jest członkiem Towarzystwa Przyjaciół Ostrołęki i Ostrołęckiego Towarzystwa Fotograficznego (współzałożyciel).
Jest autorem ponad dwudziestu indywidualnych wystaw z zakresu malarstwa, rysunku, projektowania graficznego i fotografii, uczestniczył w wielu wystawach zbiorowych w Polsce i za granicą. Jego prace znajdują się w zbiorach muzealnych, a także w prywatnych kolekcjach w Polsce i na świecie, m.in. w Japonii, Turcji, Rosji, Niemczech i na Litwie.
Zgodnie z sentencją Roberta Demachy, uważa, że „dzieło sztuki powinno być interpretacją natury, nie zaś jej kopią”. W liście do uczestników promocji albumu Projektowanie graficzne w MKK w Ostrołęce (Warszawa, 28 kwietnia 2007) Leszek Hołdanowicz napisał o jego plakatach i godłach związanych z Kurpiowszczyzną, że „niczym wizażysta dba o ich wygląd po mistrzowsku”.
Był mężem Beaty Katarzyny z d. Lewandowskiej (zm. 2001), ma dwie córki: Aleksandrę i Katarzynę, obecnie jest mężem Magdaleny Podziewskiej z d. Bloch. Mieszka w Ostrołęce, tworzy i odpoczywa w kurpiowskiej chacie w Durlasach.

## Wystawy

### Indywidualne
- 1983 – „Ostrołęce dla pamięci”, Muzeum Okręgowe; Towarzystwo Przyjaciół Ostrołęki (z okazji 40-lecia TPO – 2022), (z okazji 650-lecia miasta – 2023), Ostrołęka
- 1984 – Malarstwo, Miejski Dom Kultury, Maków Mazowiecki
- 1985 – Światłorysy, Biuro Wystaw Artystycznych, Łomża
- 1988 – prace z cyklu Miasto, Galeria „Ostrołęka”
- 1989 – Prace z cyklu Miasto, Galeria Mazowiecka, Warszawa
- 2007 – Znaki z Ostrołęki, wystawa znaków graficznych, Galeria „Ostrołęka”
- 2008 – Okno, wystawa fotografii, Miejski Dom Kultury, Świebodzice; Zamek Grodno, Zagórze Śląskie (2009); Ostrołęcki Festiwal Fotografii, Galeria „Ostrołęka” (2009); Muzeum Warmińskie, Lidzbark Warmiński (2010)
- 2010 – Plakat, Wyszkowski Ośrodek Kultury „Hutnik”, Wyszków
- 2010 – Plakat Kurpiowski, Galeria Mazowiecka MCKiS, Warszawa
- 2011 – Wystawa plakatów, Galeria „C”, Ciechanów
- 2011 – Słowem i Piórem – Jerzy Kijowski, wystawa fotografii, Miejska Biblioteka Publiczna w Ostrołęce
- 2013 – Plakaty, Galeria Ostrołęka; Ratusz miejski w Meppen, Niemcy (2013); Galeria Pod Arkadami, Łomża (2017); Galeria Stary Ratusz, Olsztyn (2017); Muzeum Ziemi Sochaczewskiej, Galeria Most, Sochaczew (2017)[9]
- 2016 – Plakaty Zenona Kowalczyka, Miejskie Centrum Kultury w Płońsku[9]
- 2019 – Plakaty OSPA, Ostrołęckie Centrum Kultury[10]
- 2020 – Benefis i wystawa plakatów Zenona Kowalczyka w 60. urodziny autora, Urząd Miasta Myszyniec[11]

Źródła: Plakaty, Ostrołęckie Towarzystwo Fotograficzne, Marcin Hugo-Bader, Zenon Kowalczyk wystawy indywidualne, udział w wystawach zbiorowych.

### Zbiorowe
- 1984 – Targi Sztuki Krajów Socjalistycznych Interart ‘84, Poznań
- 1985 – Wystawa prac, Wojewódzki Ośrodek Kultury, Ostrołęka
- 1985 – I Ogólnopolski Przegląd Twórczości Niekomercjalnej VIDEO ’85, Łódzki Dom Kultury
- 1986 – Międzynarodowa Wystawa Rysunku, Stambuł, Turcja
- 1986 – Ogólnopolski konkurs i wystawa plakatu „Chrońmy środowisko naturalne” (III nagroda), KAW Warszawa
- 1987 – Międzynarodowa Wystawa Plakatu Pokojowego, Hiroszima, Japonia
- 1988 – Ogólnopolska Wystawa Impresje Polskie, Toruń
- 1988 – Arsenał ’88, Warszawa
- 1989 – Wystawa Polskie Impresje, Getynga, Niemcy
- 1989 – Wystawa Młoda Plastyka Polska, Kaługa, ZSRR
- 1989 – 13. Biennale Plakatu Polskiego, 21. Biennale Plakatu Polskiego (2009), 22. Biennale Plakatu Polskiego (2011), 23. Biennale Plakatu Polskiego (2013), 24. Biennale Plakatu Polskiego (2015), 25. Biennale Plakatu Polskiego (2017), 26. Biennale Plakatu Polskiego (2019), 27. Biennale Plakatu Polskiego (2021), BWA Katowice
- 1990 – 13. Międzynarodowe Biennale Plakatu, Zachęta, Warszawa
- 1994 – Wystawa Poeci i malarze ostrołęccy. Muzeum Okręgowe, Ostrołęka
- 1995 – Wystawa Artystyczna Ostrołęka ’94, Galeria „Ostrołęka”
- 1997 – Środowiskowe Biennale Sztuki Profesjonalnej, Galeria „Ostrołęka”
- 1999 – Od malarstwa do formy przestrzennej, Muzeum Kultury Kurpiowskiej, Ostrołęka
- 2000 – Jesteśmy, wystawa Sekcji Grafiki ZPAP (Okręg Warszawski), Dom Artysty Plastyka, Warszawa
- 2006 – W tle z Makowem Mazowieckim – wystawa poplenerowa, Miejski Dom Kultury, Maków Mazowiecki
- 2006 – Kurpie, wystawa planszowa, Muzeum Kultury Kurpiowskiej, Ostrołęka
- 2006 – Maj sztuki, Ostrołęcki Przegląd Twórczości Plastycznej, Galeria „Ostrołęka”
- 2007 – W cieniu Babiej Góry, wystawa poplenerowa, MDK, Maków Podhalański
- 2007 – Narew, życie z rzeką w tle, pokonkursowa wystawa fotograficzna (wyróżnienie), Ostrołęckie Centrum Kultury
- 2007 – Ostrołęka, sercem kadrowane miasto, pokonkursowa wystawa fotograficzna (II nagroda), Ostrołęckie Centrum Kultury
- 2008 – Z Makowem w tle, III Ogólnopolski Plener Malarski, Miejski Ośrodek Kultury, Maków Mazowiecki
- 2008 – Sztuka bez granic – czar i urok pejzażu mazowieckiego – X Międzynarodowy Plener Malarski, DPT Reymontówka, Chlewiska, Lipniki 2008, II Kurpiowski Plener Malarski; Wydmusy 2009, III Kurpiowski Plener Malarski; Ostrołęka 2010, IV Kurpiowski Plener Malarski; Kadzidło 2012 – VI Kurpiowski Plener Malarski; Kamianka 2013 – VII Kurpiowski Plener Malarski; Lipniki 2016 – X Kurpiowski Plener Malarski; Czarnia 2017 – XI Kurpiowski Plener Malarski, Galeria „Ostrołęka”
- 2010 – Ostrołęka, miasto, ludzie, wydarzenia, wystawa fotografii OTF, OCK, Ostrołęka
- 2011 – Ostrołęcki Przegląd Twórczości Plastycznej, Galeria „Ostrołęka” (2013, 2015, 2017, 2019)
- 2011 – Miasta Partnerskie, Centrum Kultury i Komunikacji Alytus, Litwa
- 2012 – Festiwal Sztuki 3m – WODA, Galeria Ostrołęka; Muzeum Szlachty Mazowieckiej w Ciechanowie; Galeria Elektor w Warszawie
- 2015 – „Ostrołęka, portret miasta” – wystawa OTF, Ostrołęckie Centrum Kultury; Galeria Pod Arkadami, Łomża (2015); Galeria Fotografii PAcamera, Suwałki (2016)
- 2015 – Plener Kurpiowski – wystawa malarstwa, Galeria Sztuki Współczesnej „Chłodna 20”, Suwałki
- 2016 – Galeria – Jubileusz 30-lecia Galerii „Ostrołęka”, Galeria „Ostrołęka”
- 2019 – Panevezys International Photography Biennal “Man and the City”, Poniewież, Litwa[14]
- 2019 – 3rd Alytus International Visua Art Biennial “Art Measure. Events Horizon”, Olita, Litwa
- 2022 – „Ostrołęka. 6 x Narew” opracowanie graficzne wystawy historycznej w Muzeum Kultury Kurpiowskiej, Ostrołęka[15]

Źródła: Plakaty, Ostrołęckie Towarzystwo Fotograficzne, Marcin Hugo-Bader, Zenon Kowalczyk wystawy indywidualne, udział w wystawach zbiorowych.

## Publikacje (wybór)
- Plakaty, Ostrołęckie Towarzystwo Fotograficzne, Ostrołęka 2013, ISBN 978-83-937148-2-7.
- Projektowanie graficzne, Towarzystwo Przyjaciół Ostrołęki, Ostrołęka 2006, ISBN 83-88169-43-2.
- Ostrołęckie rzeźby w przestrzeni miasta, w: Spacerownik ostrołęcki, Fundacja Splot Pamięci, Ostrołęka 2022, ISBN 978-83-959012-1-8, s. 57–79
- Waldemar Wyszyński (1959-2010), Ostrołęckie Centrum Kultury, Ostrołęckie Towarzystwo Fotograficzne, Ostrołęka 2016, ISBN 978-83-937148-4-1.
- Wypisz wymaluj Ostrołęka, red. Anna Dąbrowska, Teresa Kupiszewska, Ostrołęcki Klub Literacki OsKaL, Towarzystwo Przyjaciół Ostrołęki, Ostrołęka 2015, ISBN 978-83-64200-16-8.
- Ostrołęka: portret miasta, Ostrołęckie Towarzystwo Fotograficzne: Ostrołęckie Centrum Kultury, Ostrołęka 2014, ISBN 978-83-937148-3-4.

## Redakcja z zespołem lub projekt graficzny książki
- Jerzy Kijowski, Słowem i piórem 2, Ostrołęckie Towarzystwo Naukowe im. Adama Chętnika, Towarzystwo Wiedzy Powszechnej – Oddział Regionalny w Ostrołęce, Ostrołęka 2021, ISBN 978-83-62775-43-9.
- Kapliczki kurpiowskie w twórczości Teresy Piórkowskiej-Ciepierskiej 3, red. wyd. Jadwiga Nowicka, Maria Rochowicz, Towarzystwo Przyjaciół Ostrołęki, Ostrołęka 2020, ISBN 978-83-64200-53-3.
- XII Kurpiowski Plener Malarsko-Literacki im. Stanisława Skolimowskiego Wyszel 2018, Towarzystwo Przyjaciół Ostrołęki, Ostrołęka 2018, ISBN 978-83-64200-42-7.
- Jan Mironczuk, NSZZ „Solidarność” Region Mazowsze Oddział w Ostrołęce (1980-2018), NSZZ „Solidarność” Oddział w Ostrołęce, Ostrołęka 2018, ISBN 978-83-952067-0-2 ISBN 978-83-952067-0-2.
- XI Kurpiowski Plener Malarsko-Literacki Czarnia 2017, Towarzystwo Przyjaciół Ostrołęki, Ostrołęka 2017, ISBN 978-83-64200-33-5.
- X Kurpiowski Plener Malarsko-Literacki Lipniki 2016, Towarzystwo Przyjaciół Ostrołęki, Ostrołęka 2016, ISBN 978-83-64200-28-1.
- IX Kurpiowski Plener Malarsko-Literacki Ostrołęka 2015, Towarzystwo Przyjaciół Ostrołęki, Ostrołęka 2015, ISBN 978-83-64200-19-9.
- VIII Kurpiowski Plener Malarsko-Literacki Łęg Starościński 2014, Towarzystwo Przyjaciół Ostrołęki, Ostrołęka 2014, ISBN 978-83-64200-11-3.
- VII Kurpiowski Plener Malarsko-Literacki Kamianka 2013, Towarzystwo Przyjaciół Ostrołęki, Ostrołęka 2013, UKD 75(438)+821.162.1-1
- VI Kurpiowski Plener Malarsko-Literacki Kadzidło 2012 Towarzystwo Przyjaciół Ostrołęki, Ostrołęckie Centrum Kultury Galeria Ostrołęka, Ostrołęka 2012, ISBN 978-83-88169-89-2.
- Jerzy Kijowski, Słowem i piórem, Ostrołęckie Towarzystwo Naukowe im. Adama Chętnika, Towarzystwo Przyjaciół Ostrołęki, Towarzystwo Wiedzy Powszechnej – Oddział Regionalny w Ostrołęce, Wyższa Szkoła Ekonomiczno- Społeczna, Ostrołęka 2011, ISBN 978-83-62775-07-1.
- IV Kurpiowski Plener Malarsko-Literacki Ostrołęka 2010, Towarzystwo Przyjaciół Ostrołęki, Ostrołęka 2010
- Wojciech Jarząbek, Okolice Ostrołęki w fotografii, Towarzystwo Przyjaciół Ostrołęki, Ostrołęka 2010, ISBN 978-83-88169-68-7.
- III Kurpiowski Plener Malarsko-Literacki im. Stanisława Skolimowskiego Wydmusy 2009, Towarzystwo Przyjaciół Ostrołęki; Ostrołęckie Centrum Kultury, Ostrołęka 2009.
- Kapliczki kurpiowskie w twórczości Teresy Piórkowskiej-Ciepierskiej 2, red. wyd. Jadwiga Nowicka, Maria Rochowicz, Towarzystwo Przyjaciół Ostrołęki, Ostrołęka 2009, ISBN 978-83-88169-59-5.
- Adam Wołosz, Pocztówki z Ostrołęki, Towarzystwo Przyjaciół Ostrołęki, Ostrołęka 2008, ISBN 978-83-88169-56-4.
- Leszek Sokoll, Malarstwo, Towarzystwo Przyjaciół Ostrołęki, Ostrołęka 2007, ISBN 83-88169-49-9.
- Kapliczki kurpiowskie w twórczości Teresy Piórkowskiej-Ciepierskiej (1), red. wyd. Jadwiga Nowicka, Alfred Sierzputowski, Towarzystwo Przyjaciół Ostrołęki, Ostrołęka 2005, ISBN 83-88169-37-8[6].
- Stanisław Skolimowski – malarstwo, red. Barbara Kalinowska, Towarzystwo Przyjaciół Ostrołęki, Ostrołęka 2004 ISBN 83-88169-31-9.

Teksty, zdjęcia i materiały plastyczne ukazywały się w publikacjach okolicznościowych, drukach ulotnych i czasopismach, np. Świat patyczaków Henryka Ciszewskiego: katalog rzeźb, Muzeum Kultury Kurpiowskiej, Ostrołęka 2020, ISBN 978-83-953620-4-0, Trzy dekady Galerii Ostrołęka w: „Wędrowiec Nadnarwiański” 2016, nr 31, s. 18, il., Niepodległość pod wspólnym logo w: „Ostrołęka Samorządowa” 2018, nr 3, s. 5, il., „Tygodnik Ostrołęcki”, „Kurier Ostrołęcki”.

## Nagrody i odznaczenia
- Nagroda Ministra Kultury i Sztuki „Za szczególne osiągnięcia w studiach” (1982)[1]
- Nagroda Towarzystwa Przyjaciół Ostrołęki „Za działalność artystyczną” (1986)[16]
- Nagroda Prezydenta Miasta Ostrołęki (2007, 2013)
- Nagroda Dyrektora Ostrołęckiego Centrum Kultury (2013)
- Odznaka honorowa „Za zasługi dla miasta Ostrołęki” (2018)[17]
- Nagroda Przewodniczącego Rady Miasta Ostrołęki „Za działalność kulturalną” (2018)
- Medal 100-lecia Odzyskania Niepodległości (2018)
- Medal Pamiątkowy „Pro Masovia” (2020)[18]

## Upamiętnienie
- 2020 – benefis przygotowany przez Fundację „Kulturalne Kurpie” i wystawa plakatów Zenona Kowalczyka w 60. urodziny autora w Urzędzie Miasta Myszyniec[11].